# Буревестник Кори
Буревестник Кори (лат. Calonectris borealis) — вид птиц из семейства буревестниковых (Procellariidae).

## Экология
Буревестник Кори обитает на Азорских островах, Мадейре и архипелаге Берленгаш в Португалии, а также на Канарских островах в Испании. Гнездится на открытом грунте или среди камней, реже в норе. Нору посещают ночью, чтобы избежать нападения крупных чаек. Обычно живёт и заводит пару в том гнезде, где родился и вырос.
В конце лета или осенью, большинство особей мигрируют в Атлантический океан на север до юго-западного побережья Великобритании и Ирландии или на побережья Бразилии и Уругвая, а также на юг Африки. Возвращаются назад в феврале.
Откладывают одно белое яйцо. Кладка яиц происходит от конца мая до начала июня. Высиживают яйцо около 50-55 дней, высиживают самец и самка поочерёдно (от 2 до 8 дней). Яйцо вылупляется в конце октября-в начале ноября. Когда птенцу исполняется 3 месяца, он становится самостоятельным и покидает гнездо. Подсчитано, что только одно из девяти яиц, может принести здоровую особь, которая сможет иметь потомство.
Этот вид ориентируется по звёздам, но они могут спутать звёзды с другим светом (фары автомобилей, фонари).
Буревестник Кори летает с длинным скольжением и всегда с изогнутыми, слегка отклонёнными назад крыльями.
Питается рыбой, моллюсками и субпродуктами, ныряя на глубину до 15 метров в поисках добычи.
Это стадный вид, его можно увидеть в большом количестве на кораблях или мысах.

## Уязвимость
За последние десятилетия, численность вида быстро уменьшается, из-за этого его рассматривают как «уязвимый». В Португалии вид занесён в красную книгу со статусом «Уязвимый». На Азорских островах вид имеет статус «Охраняемый».

## Компания SOS Cagarro
Компания «SOS Cagarro» ежегодно приезжает на Азорские острова, и находится там с 1 октября по 15 ноября, именно в этот период, в котором молодые особи буревестника Кори покидают гнёзда и готовятся к перелёту через океан. Цель миссии вовлечение организаций и широкой общественности в спасение молодых особей буревестников Кори.
Процедура спасения:
- Медленно подойти к птице сзади, чтобы не напугать её;
- Спокойно и аккуратно накрыть тело птицы пальто, одеялом или полотенцем;
- Аккуратно взять птицу за шею и хвост;
- Осторожно поместить птицу в картонную коробку с отверстиями для вентиляции;
- Отдать птицу в один из местных постов, введённый в Службу окружающий среды.

## Описание
Длина буревестника Кори 45-56 см, с размахом крыльев 112—126 см. Тело сильное. Верх буровато-серого цвета, низ белого, клюв желтоватый. Самки весят около 780 грамм, самцы около 900 грамм. Продолжительность жизни около 40 лет.

## Таксономия
Раньше средиземноморский буревестник и буревестник Кори считались двумя подвидами (с названиями: Calonectris diomedea diomedea (средиземноморский буревестник) и Calonectris diomedea borealis (буревестник Кори)), но сейчас они разделены как два разных вида. Это случилось из-за того, что они очень похожи друг на друга.
Буревестник Кабо-Верде считался подвидом буревестника Кори, но затем был выделен как отдельный вид.

## Галерея

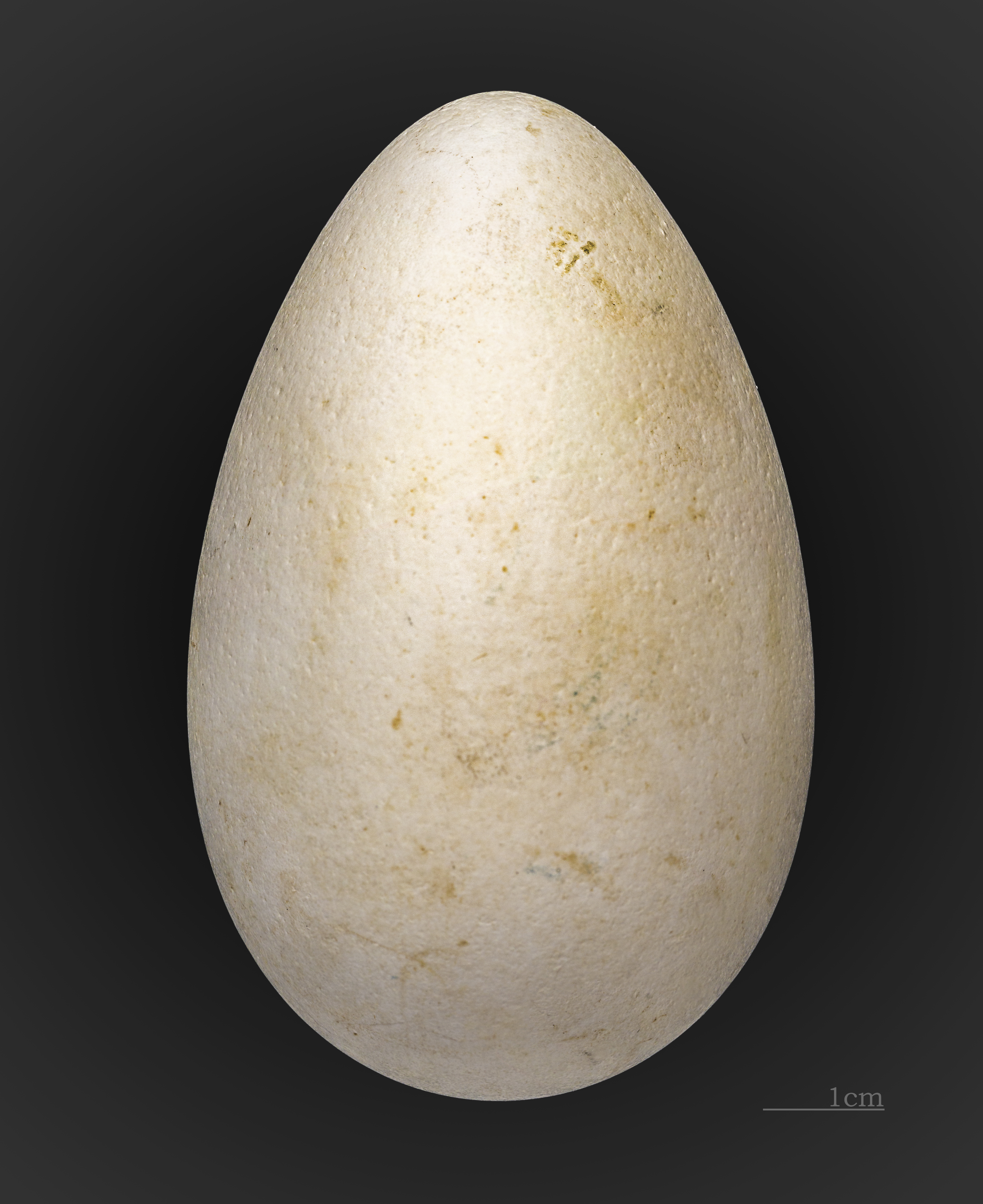
Яйцо
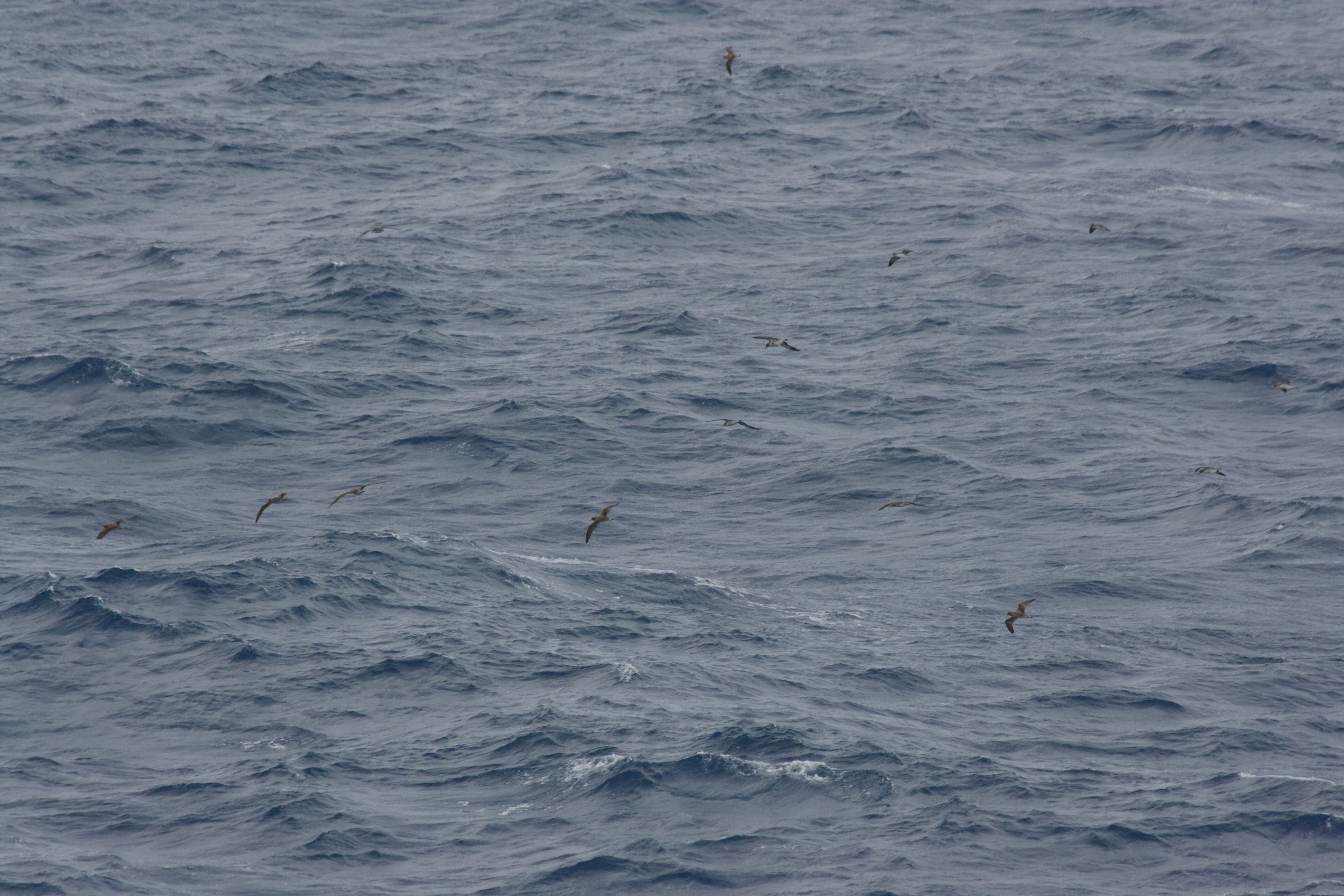
Группа из 200 особей
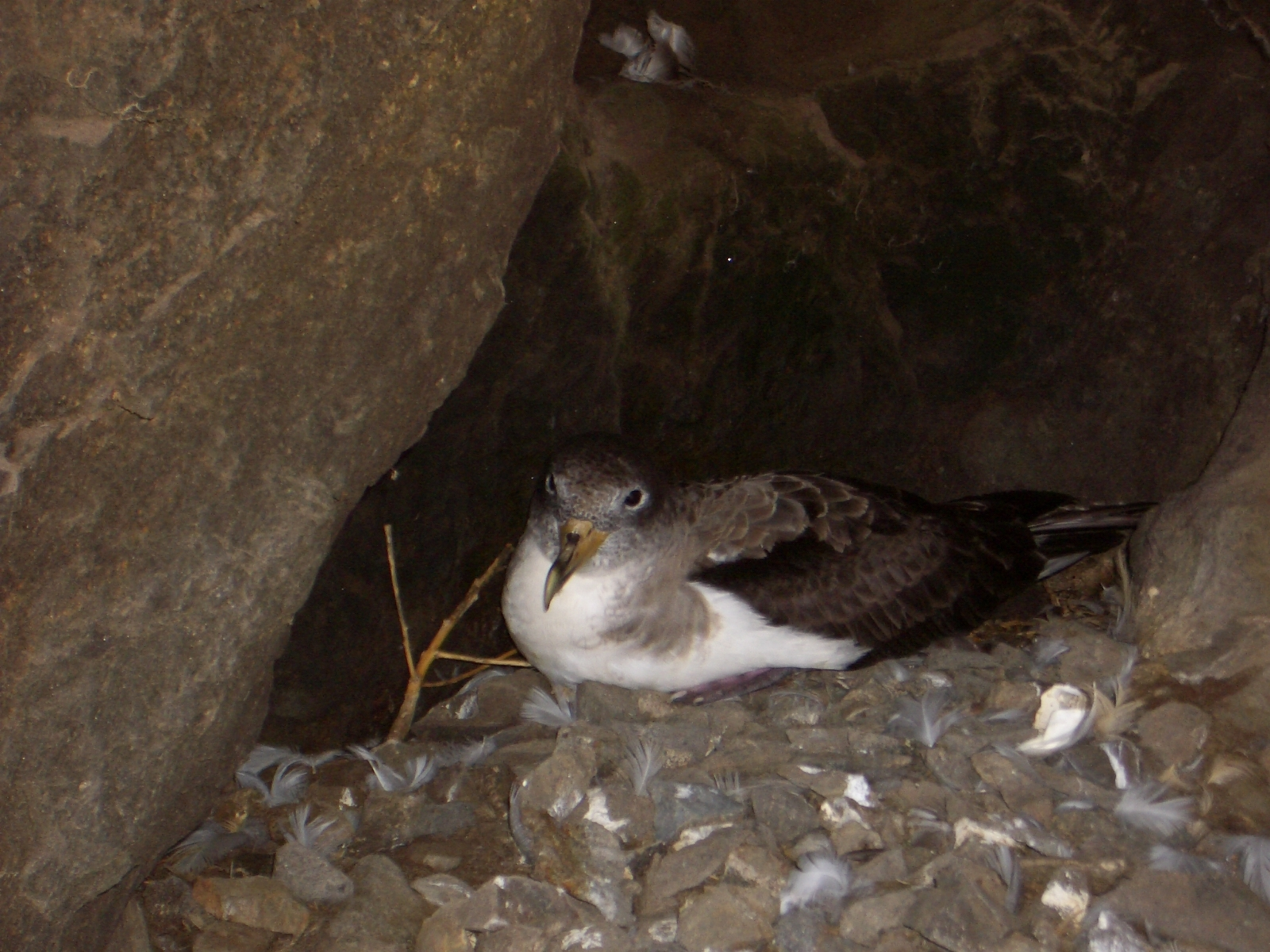
Гнездо
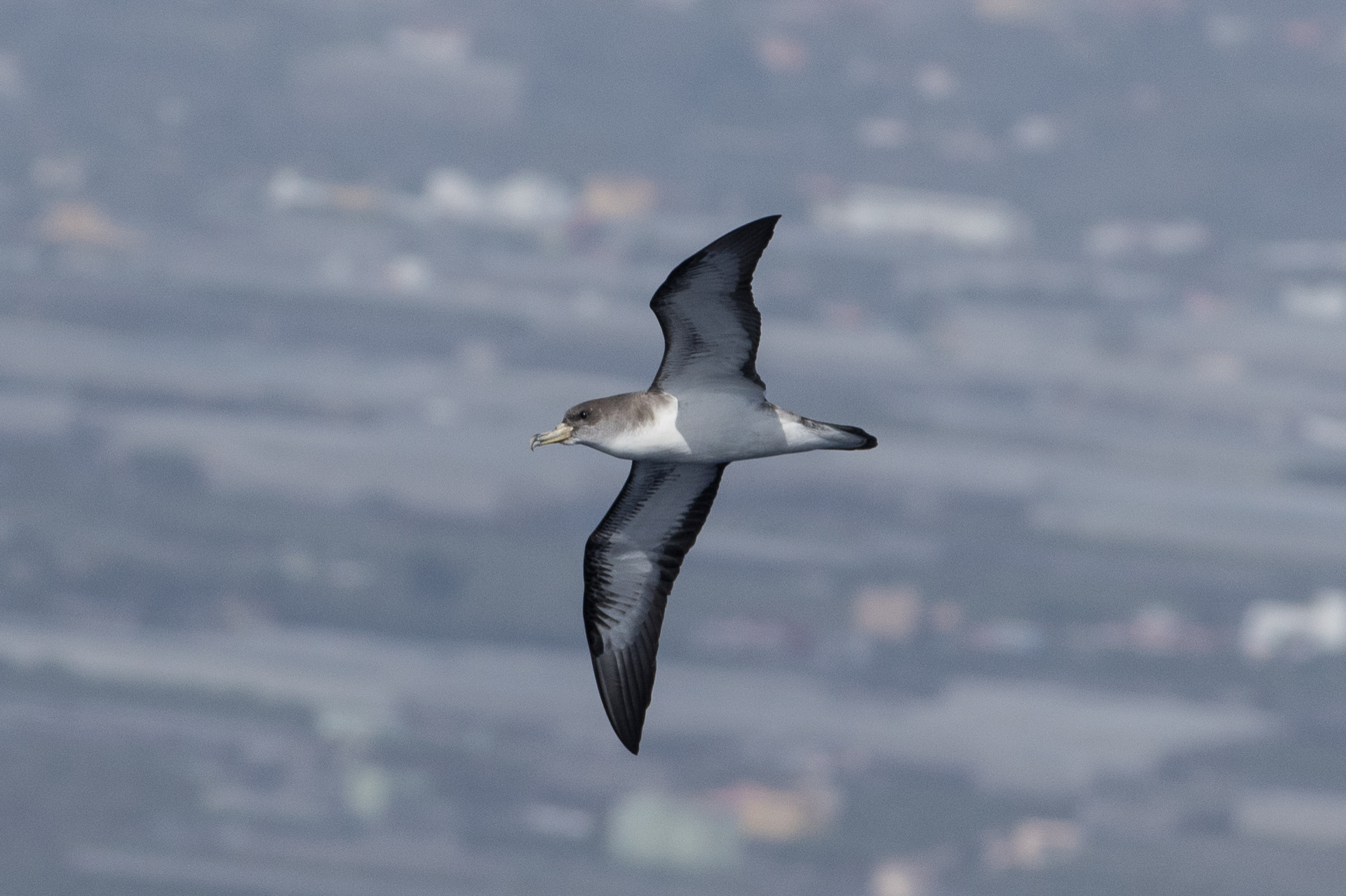
Полёт
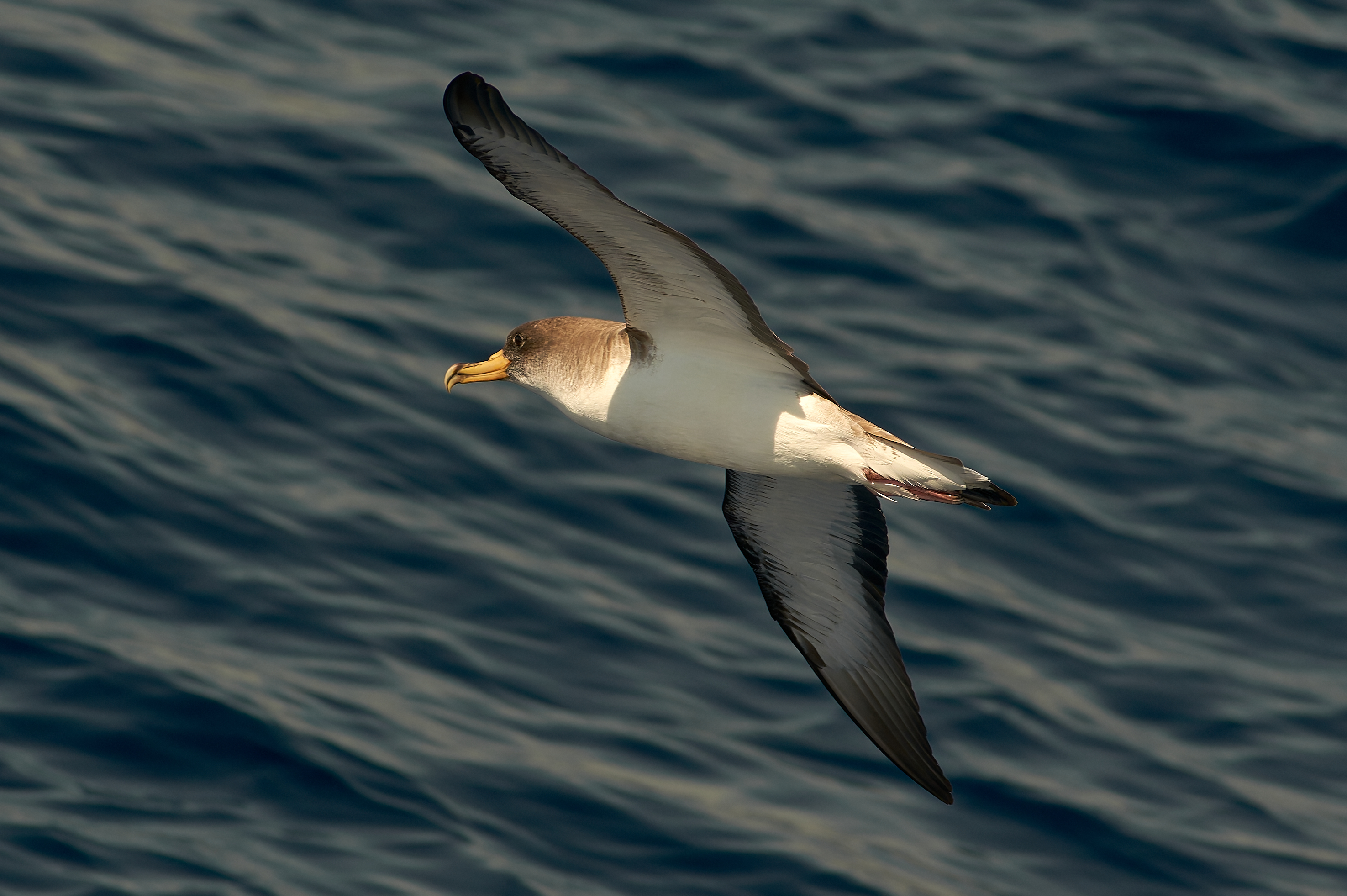
Буревестник Кори возле острова Гомера
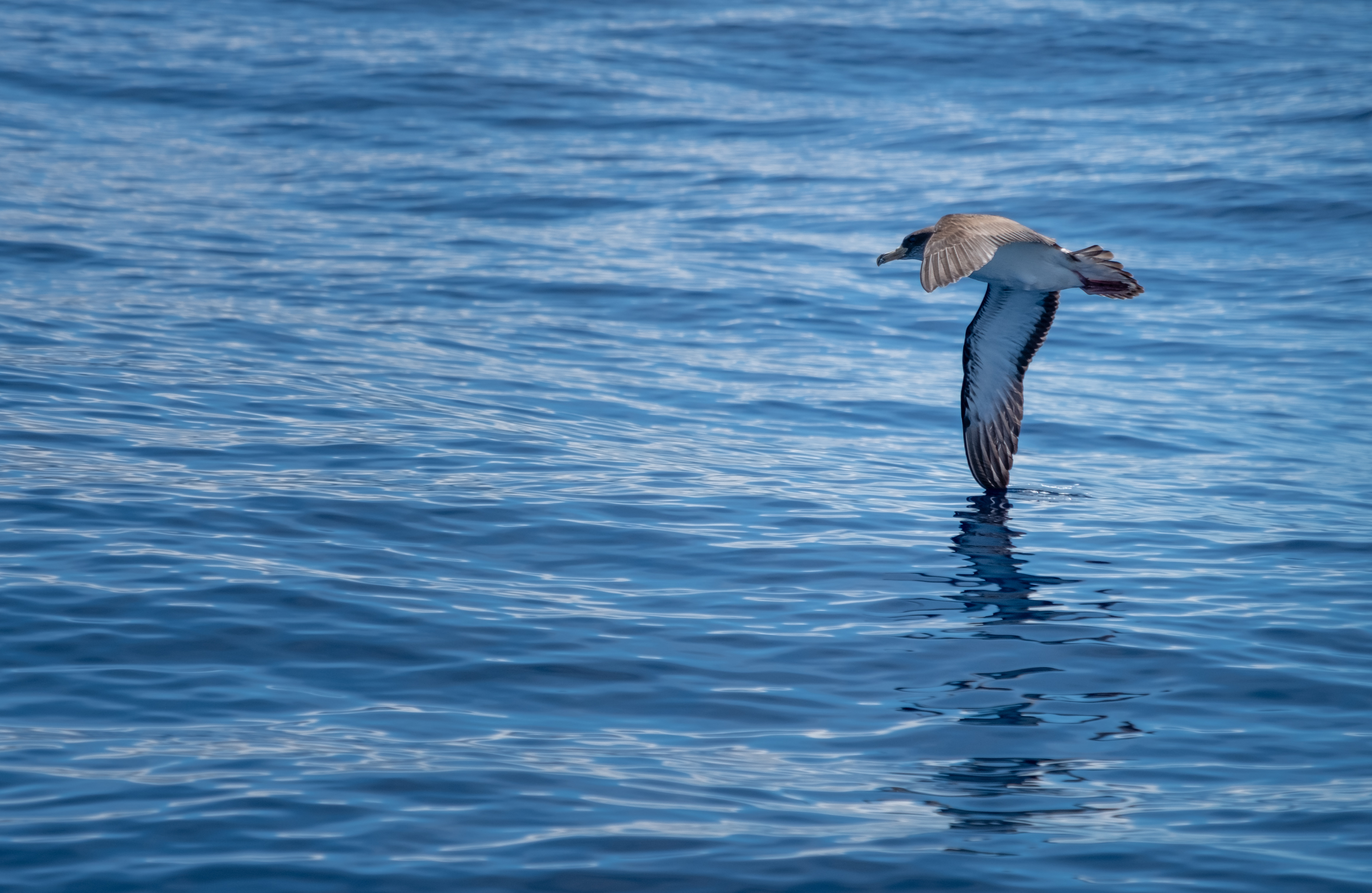
Буревестник Кори возле острова Корву, Азорские острова